# Szalay Gyula (ügyész)
Vitéz Szalay Gyula (Zalaegerszeg, 1896. március 25. – Zalaegerszeg, 1974. február 25.), Zala vármegye tiszti főügyésze, jogász, ügyvéd, a Vármegyei bank és takarékpénztár igazgatósági tagja.

## Családja és származása
Római katolikus család sarja. Édesapja Szalay László (1858–1937), királyi kúriai bíró, Zala vármegye törvényhatósági bizottságának tagja, édesanyja a sümegi születésű Mojzer Ilona (1874–1960) volt.
Apai nagyszülei a salamonfai születésű Szalay Ferenc (1832–1910), királyi törvényszéki bíró, ügyvéd, és az andráshidai születésű hottói Nagy Emília (1825–1899).

## Élete
Középiskoláit szülővárosában végezte, majd Budapesten fejezte be a jogi tanulmányait. A világháborúban a 12-es nehéztüzérezred kötelékében vett részt, az olasz és albán frontokon harcolt, és 1918-ban hadnagyi rangban szerelt le. Megkapta a II. osztályú ezüst vitézségi érmet és a Károly-csapatkeresztet.
A háború után folytatta jogi tanulmányait, és 1921-ben ügyvédi oklevelet szerzett. A kommün alatt élénken részt vett a zalaegerszegi ellenforradalmi megmozdulásokban, amelyek szoros kapcsolatban álltak az alsólendvai ellenforradalommal. A vármegye szolgálatába 1919-ben lépett mint közigazgatási gyakornok, 1919-ben már aljegyző, 1922-ben pedig másodfőjegyző lett, majd 1926-ban a törvényhatóság tiszti főügyésszé választotta. A kaszinó ügyésze és több társadalmi egyesület választmányi tagja is volt.
1974. február 25-én hunyt el Zalaegerszegen.

## Házassága
1924. november 17-én Zalaegerszegen feleségül vette a nemesnépi Marton család sarját nemesnépi Marthon Margit Róza (Zalaegerszeg, 1901. július 1. – Zalaegerszeg, 1974. február 10.) úrhölgyet, nemesnépi Marton László (1857–1915) Zala vármegye főpénztárnoka, söjtöri földbirtokos és besenyői és velikei Skublics Margit (1875–1953) lányát. Sógora dr. nemesnépi Marthon György (1907–1968), Zala vármegye másodfőjegyzője, tiszteletbeli főszolgabírója, jogász, földbirtokos volt. Marton Lászlóné Skublics Margit nagyapja, Spelletich Bódog (1815–1890), 1848–49-es nemzetőr őrnagy volt. A Szalay Gyula és Marton Margit házasságából két fiúgyermek született:
- Szalay László (1927. január 12. –2002. november 5.) Neje: Szászy Ildikó Mária
- Szalay Magdolna (1932.– Zalaegerszeg, 1934. április 28.).[11]
- Szalay Ferenc (*1935. március 26.–†Mannheim, 2009. január 24.). Neje: N. Annegret.[12]